# 木村経広
木村 経広（きむら つねひろ、1889年（明治22年）2月7日 - 1970年（昭和45年）12月9日）は、大日本帝国陸軍軍人。最終階級は陸軍中将。功四級

## 経歴
1889年（明治22年）に京都府にで生まれた。陸軍士官学校第23期、陸軍大学校第32期卒業。1935年（昭和10年）8月1日に陸軍工兵大佐進級と同時に陸軍工兵学校教官に着任。1936年（昭和11年）3月に鉄道第2連隊長（北支那方面軍）に転じ、日中戦争に出動。
1938年（昭和13年）7月15日、陸軍少将進級と同時に陸軍工兵学校幹事に着任。1940年（昭和15年）8月に陸軍工兵学校長に就任し、1942年（昭和17年）4月1日に陸軍中将に進級し、8月31日に関東軍野戦鉄道司令官に就任した。1943年（昭和18年）12月に陸軍築城部本部長に転じ、発令日は不明ながら兼大本営陸軍幕僚附となった。1944年（昭和19年）7月18日に第110師団長（支那派遣軍・第12軍）に親補され、中国戦線に出動。洛陽を根拠地とし、宜陽、臨汝の警備に当たった。師団では「焼くな・殺すな・犯すな」を徹底し、鎮村自衛組織を作ることで、同地の治安安定化に貢献した。そのことにより敵将も感服し、復員第1便を割り当てられた。
1948年（昭和23年）1月31日、公職追放仮指定を受けた。